# Луистон (Минесота)
Луистон (енгл. Lewiston) град је у америчкој савезној држави Минесота.

## Демографија
По попису из 2010. године број становника је 1.620, што је 136 (9,2%) становника више него 2000. године.
| Група             | 2000.         | 2010.         |
| Белци             | 1.453 (97,9%) | 1.558 (96,2%) |
| Афроамериканци    | 9 (0,6%)      | 20 (1,2%)     |
| Азијати           | 1 (0,1%)      | 11 (0,7%)     |
| Хиспаноамериканци | 13 (0,9%)     | 21 (1,3%)     |
| Укупно            | 1.484         | 1.620         |